# Pedro Mata Fontanet
Pedro Mata y Fontanet (Reus, 13 de julio de 1811-Madrid, 27 de mayo de 1877) fue un médico, periodista, escritor y político español, creador de la medicina forense en España. Hijo del médico y escritor Pedro Mata y Ripollés, su nieto fue el también escritor Pedro Mata y Domínguez.

## Biografía
Pedro Mata y Fontanet nació el 13 de julio de 1811 en la localidad tarraconense de Reus. Hijo de Pedro Mata y Ripollés, un doctor en Medicina y humanista notable, autor de Refutación completa del sistema de contagio de la peste y otras enfermedades epidémicas.
Hizo sus estudios en Reus, Tarragona y Barcelona, donde terminó la carrera de Medicina, licenciandóse en el Colegio de Cirugía en 1836. Recién graduado, escribió una tragedia basada en la historia de Rafael del Riego, acreditando en ella sus estudios clásicos.
Llevado de sus ideas liberales, fundó en 1835 con varios amigos El Propagador de la libertad y colaboró en El Vapor. También fundó, con otros amigos políticos, La Joven España, de tendencias liberales. Se batió en duelo varias veces por causa de la libertad, participó en asonadas y revueltas, y asistió al levantamiento del sitio de Olot. Al sobrevenir la sublevación de la Granja, fue apresado y conducido con otros compañeros a un buque de guerra que debía deportarlos a Filipinas, aunque antes de que se diese el buque a la vela triunfó la revolución y fue liberado. En 1837, tras la sublevación del 4 de mayo, se refugió en un buque francés que lo condujo a Tolón y a Montpellier. Aprovechó entonces para consagrarse al estudio y fue nombrado individuo del Círculo Médico. Falto de recursos, se vio forzado a regresar a España en abril de 1838 y se estableció de nuevo en Reus; más a los pocos días fue denunciado, apresado y desterrado otra vez sin formación de causa y sin notificación siquiera sobre de qué delito se le acusaba.
En París residió dos años asistiendo a cátedras y clínicas, y tradujo varias obras de pane lucrando. Allí escribió su libro Secretos de la naturaleza y la novela El poeta y el banquero. Durante esta estancia en París casó con una joven española, Josefina Tomás y Nogués.
Volvió a España tras la revolución de 1840 y se trasladó a Barcelona, de la que fue nombrado alcalde. Luego fue elegido diputado a Cortes. Al estallar la sublevación de Diego de León, Concha y Leopoldo O'Donnell, se trasladó a Madrid comisionado por el Ayuntamiento de Barcelona y combatió luego la conducta del capitán general de Cataluña. Abiertas las Cortes, tomó asiento en los bancos de la izquierda y pronunció un discurso contra el de la Corona. Se hizo notar especialmente con motivo de la sublevación de Barcelona en 1842.
Cerradas aquellas Cortes, en las que había ocupado el puesto de secretario, volvió a dedicarse a la literatura. Entre sus escritos de entonces se cuentan: Historia de la Música, El panorama español y un considerable número de artículos políticos. En 1843 desempeñó, siendo presidente de Gobierno Joaquín María López, en el Ministerio de Fermín Caballero el cargo de oficial primero de Gobernación y redactó el plan de estudios médicos de 10 de octubre de aquel año; poco después dimitió de ese puesto para encargarse de la cátedra de Medicina Legal y Toxicología, que tan gran renombre había de darle y que inauguró con un brillantísimo discurso. En adelante se consagró totalmente a la ciencia, dando a luz su magistral obra sobre su asignatura, así como un Manual de Mnemotecnia; la Sinopsis filosófica de la Química; el Examen crítico de la homeopatía y dos novelas: Las Amazonas y Abelardo y Eloísa. Por esta última los obispos anatematizaron a los lectores de El Clamor, donde se publicaba, confundiendo la novela del doctor Mata con las Cartas de los célebres amantes.
Triunfante la revolución de 1854, Mata volvió a la vida política, pero se retiró al poco tiempo. Dio en el Ateneo de Madrid algunas lecciones de frenología que atrajeron numeroso concurso; en 1856 publicó una novela titulada Trabucaires del Pirineo; la tercera edición de su Medicina legal y las novelas Los moros del Rif, Las vísperas sicilianas y La monja enterrada en vida. Más tarde (1859) imprimió un libro titulado Filosofía médico-española, donde se halla reunida la famosa polémica que sostuvo en la Real Academia de Medicina contra los partidarios de Hipócrates, y en 1861 otra novela titulada Los mártires de Siria. En 1862 escribió un Curso de lengua universal dedicado a la lengua artificial creada años antes por Bonifacio Sotos Ochando. Desde 1863 figuró de nuevo en la política, pero sin desatender sus estudios predilectos, puesto que por entonces publicaba su segundo curso sobre La razón humana, refundía su Medicina legal y daba a la estampa su Compendio de Psicología, La experimentación fisiológica como prueba pericial en los casos de envenenamiento y el Criterio médico-psicológico para el diagnóstico diferencial de la pasión y la locura.
Después de los sucesos de junio de 1866, la policía ejerció sobre él constante vigilancia, siendo Mata objeto de los más violentos ataques por parte de la prensa ultramontana y neocatólica, que le tachó de ateo, materialista y corruptor de la juventud. Al ocurrir la revolución de 1868, formaba parte de la redacción de El Universal e influyó activamente en aquellos sucesos, después de los cuales fue elegido diputado por Reus. Luego participó en la comisión constitucional encargada de redactar el Código fundamental de 1869. Adicto a la monarquía de Saboya, fue nombrado decano de la Facultad de Medicina, gobernador de Madrid, senador y ministro del Tribunal de Cuentas. Sucesos posteriores y una larga enfermedad le alejaron definitivamente de la política, pero su actividad incansable y su necesidad de un trabajo asiduo le impidieron dejar sus estudios, ni aun cuando la parálisis impedía que la pluma expresase su pensamiento. Largo tiempo vivió completamente imposibilitado. Sus restos recibieron sepultura en el cementerio de la Patriarcal. Una colección de sus poesías lleva el título de Fotografías íntimas (Madrid, 1874).
Mata fue el propulsor de la organización del cuerpo médico-forense (R.D. de 13 de mayo de 1862) y gracias a él se presentó y aprobó la ley del Registro civil (17 de junio de 1870).
Falleció a los 65 años, el 27 de mayo de 1877 en Madrid.

## Obras
- Carta de uno de acá a otro de allá acerca de la proclamación del general D. José Parreño (Barcelona 1837)
- Historia general de D. Rafael del Riego, traducción (Barcelona 1837)
- Reflexiones sobre la grippe (Barcelona 1837)
- Historia y descripción de los procederes del daguerrotipo y diorama, traducción (Barcelona 1839)
- Los desposados o sea el contestable de Chéster, traducción de Walter Scott (París 1840)
- Tratado práctico de la inoculación aplicado al estudio de las enfermedades venéreas, traducción de P. H. Ricard (Barcelona 1840)
- El poeta y el banquero (Barcelona 1842)
- Vademécum de medicina y cirugía legal para uso de los cursantes, &c. (Madrid 1844)
- Manual de mnemotecnia o arte de ayudar la memoria, &c.(Madrid 1845)
- Aforismos de toxicología (Madrid 1846, 1849, 1857)
- Sinopsis filosófica de la química (Madrid 1849)
- Gloria y martirio, poema en tres cantos (Madrid 1851)
- Examen crítico de la homeopatía, lecciones dadas en el Ateneo de Madrid (Madrid 1851-52)
- Las amazonas, novela (Madrid 1852)
- Eloísa y Abelardo, novela y Los trabucaires del Pirineo (1850)
- Los moros del Rif o el presidiario de las Alhucemas (Barcelona 1856)
- Filosofía española (Madrid 1858)
- Doctrina médico-filosófica española (Madrid 1860)
- Los mártires de Siria, novela (Madrid 1861)
- Curso de lengua universal (Madrid 1862)
- Nuevo método de analizar la memoria, aplicado al estudio de la historia (Madrid 1862)
- Compendio de psicología (Madrid 1866)
- Criterio médico-psicológico para el diagnóstico diferencial de la pasión y la locura (Madrid 1868)
- De la experimentación fisiológica como prueba pericial en los casos de envenenamiento (Madrid 1868)
- Tratado de medicina y cirugía legal, teórica y práctica (5ª ed., Madrid 1874)
- Fotografías íntimas, colección de poesías (Madrid 1875
- De la libertad moral o libre albedrío (Madrid 1878)
- Tratado de la razón humana en estado de salud (Madrid 1878)
- Tratado de la razón humana en estado de enfermedad (Madrid 1878).